# Maccaffertium
Maccaffertium is een geslacht van haften (Ephemeroptera) uit de familie Heptageniidae.

## Soorten
Het geslacht Maccaffertium omvat de volgende soorten:
- Maccaffertium appaloosa
- Maccaffertium bednariki
- Maccaffertium carlsoni
- Maccaffertium exiguum
- Maccaffertium flaveolum
- Maccaffertium ithaca
- Maccaffertium lenati
- Maccaffertium luteum
- Maccaffertium mediopunctatum
- Maccaffertium meririvulanum
- Maccaffertium mexicanum
- Maccaffertium modestum
- Maccaffertium pudicum
- Maccaffertium pulchellum
- Maccaffertium sinclairi
- Maccaffertium smithae
- Maccaffertium terminatum
- Maccaffertium vicarium
- Maccaffertium wudigeum